# Sichelförmige Schuppenfichte

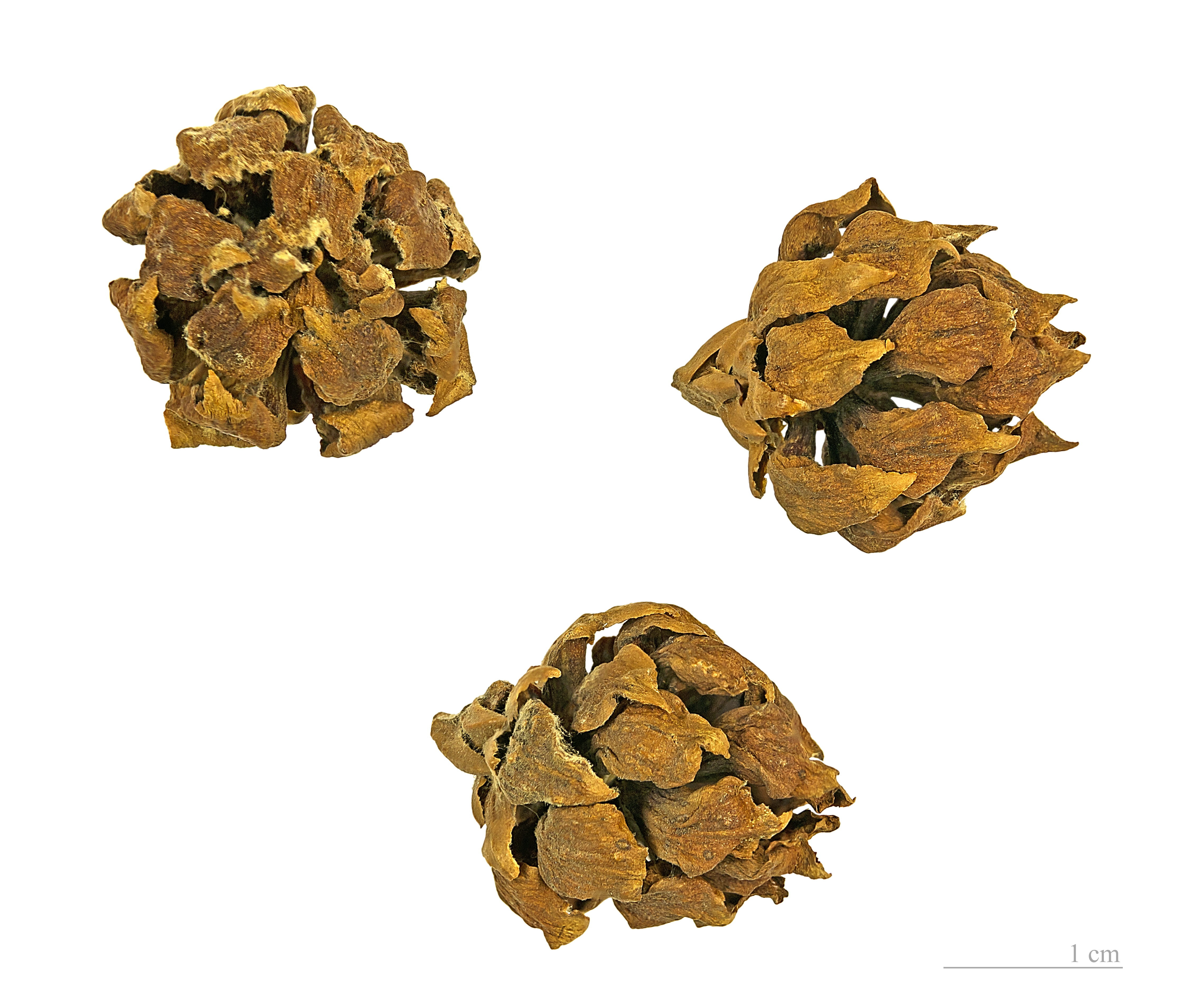
Athrotaxis selaginoides, reife Zapfen

Die Sichelförmige Schuppenfichte (Athrotaxis selaginoides) ist eine Koniferenart aus der Gattung der Schuppenfichten (Athrotaxis) in der Familie der Zypressengewächse (Cupressaceae). Der immergrüne Baum ist in Tasmanien heimisch.

## Beschreibung
Athrotaxis selaginoides wächst als immergrüner Baum. 
Er bildet eine kegelförmige Baumkrone aus und erreicht Wuchshöhen von bis zu 30 m bei Stammdurchmessern bis 2 m. Oft ist ein großer Teil des Stammes astrein. An extremen Standorten wächst die Art strauchartig bis am Boden kriechend. Die Borke des Stammes ist orangerot, leicht gefurcht und löst sich in langen Streifen ab. Die Äste stehen aufrecht. Die Blätter sind glänzendgrün, 8–13 mm lang und spiralig angeordnet. Sie sind weit abstehend, sehr spitz zulaufend mit eingekrümmter Spitze und lanzettlich. Auf der Unterseite sind sie gekielt mit zwei kleinen Vertiefungen und zwei hellen blauweißen Stomabändern. Die Blätter sind ganzrandig.
Die Art ist einhäusig monözisch. Die männlichen Zapfen sitzen am Ende kurzer Zweige und enthalten zwei Pollensäcke. Die weiblichen Zapfen sitzen an einem 2–3 mm langen Stiel; sie sind kugelig und 2,5 bis 3 cm groß. Die Zapfen sind zunächst orange und werden später braun; die Schuppen sind dreieckig, papierartig und zugespitzt. Pro Deckschuppe sind 2–4 geflügelte Samen enthalten.

## Verbreitung
Die Art ist in Tasmanien endemisch. Sie kommt in Bergregionen des Zentralplateaus in Höhenlagen von 914 bis 1219 m ü. NN im westlichen bis mittleren Teil der Insel vor.
Zu besichtigende Naturvorkommen befinden sich im Cradle-Mountain-Lake-St.-Clair-Nationalpark.
Die Art ist in Mitteleuropa nicht winterhart; in der Systematik der USDA-Klimazonen ist sie nur bis zur Klimazone 8 winterhart.

## Nutzung
Alte Baumexemplare der Art finden für dendrochronologische Untersuchungen Verwendung. Es konnte eine Baumringreihe über 777 Jahre aufgestellt werden.
Da die Art sehr langsamwüchsig ist, würde eine intensive kommerzielle Nutzung des Holzes die Bestände extrem gefährden. Das Holz ist sehr leicht, mit pink bis rotbraun gefärbtem Kernholz und gelbem Splintholz. Das weiche Holz besitzt eine feine Maserung mit gut erkennbaren Wachstumsringen und lässt sich leicht spalten; es ist sehr haltbar. Verwendung findet es unter anderem im Bootsbau.

## Systematik
Die Art wurde 1838 durch den britischen Botaniker David Don erstbeschrieben. Ein Synonym ist Athrotaxis alpina Van Houtte ex Gord..